# Флаг Косина-Ухтомского
Флаг внутригородского муниципального образования муниципальный округ Косино́-Ухто́мский в Восточном административном округе города Москвы Российской Федерации — опознавательно-правовой знак, служащий официальным символом муниципального образования.
Ныне действующий флаг утверждён 9 июня 2015 года решением Совета депутатов муниципального округа Косино-Ухтомский № 1/8-15 и внесён в Государственный геральдический регистр Российской Федерации с присвоением регистрационного номера 10577.
До 31 декабря 2017 года установлен переходной период, в течение которого возможно использование предыдущего флага.

## Описание
«Прямоугольное двухстороннее полотнище с отношением ширины к длине 2:3, несущее изображение фигур герба муниципального округа Косино-Ухтомский, выполненное голубым и белым цветами».
Геральдическое описание герба муниципального округа Косино-Ухтомский гласит: «В лазоревом и серебряном поле, пересеченном в бездну, во главе — три вытянутых в пояс серебряных овала (один подле другого), а в сердце щита в серебре — семь лазоревых капель, изогнутых сообразно делению».

## Обоснование символики
Косино — одно из древнейших сёл Подмосковья. Здесь сохранились несколько озёр ледникового периода — Белое, Святое, Чёрное (аллегорически представленные на флаге белыми овалами). На их берегах археологи обнаружили древние стоянки человека и курганы. Впервые письменно Косино упоминается в начале XV века, когда село находилось во владении серпуховских князей. В XVII веке Косино входило в состав царских вотчин; именно здесь, у восточного берега Белого озера, были построены верфь и пристань.
Улиткообразное деление полотнища белым и голубым цветом в виде уходящей в бездну волны — аллегорически символизирует связь времен и значимость этих озёр в истории Москвы и всего Российского государства. В 1689—1691 годах в Косино пребывал юный царь Пётр I, который плавал по озеру на построенных здесь ботиках, давших толчок к созданию в дальнейшем Российского флота.
Число семь считается символом гармонии, удачи. Неделя включает семь дней, в радуге — семь основных цветов, в мире — семь чудес света, музыкальная грамота основана на семи нотах и т. д. В русских поговорках число семь наиболее цитируемое.
Голубой цвет (лазурь) — символ возвышенных устремлений, искренности, преданности, возрождения.
Белый цвет (серебро) — символ чистоты, открытости, божественной мудрости, примирения.

## Первый флаг

### Описание
2 июля 2001 года, распоряжением префекта Восточного административного округа № 475-В-РП, был утверждён флаг района Косино-Ухтомское. Описание флага гласило:

Флаг района Косино-Ухтомский представляет собой прямоугольное голубое полотнище с соотношением ширины к длине как 2:3.
Вверху полотнища три белых овала с узором.
В центре полотнища белая спиралевидная волна с узором, и голубыми изогнутыми каплями в гребне волны.
Габаритные размеры спиралевидной волны и трёх овалов составляют 3/5 длины полотнища.

В данный флаг был утверждён флагом муниципального образования Косино-Ухтомское.
30 ноября 2004 года, в ходе муниципальной реформы, решением муниципального Собрания № 14/03-15, данный флаг был утверждён флагом внутригородского муниципального образования Косино-Ухтомское:

Флаг муниципального образования Косино-Ухтомское представляет собой двустороннее, прямоугольное полотнище с соотношением сторон 2:3.
В центре голубого полотнища помещено изображение белой дамасцированной изогнутой волны, с голубыми каплями в центре, над которой три белых дамасцированных овала, расположенные горизонтально. Габаритные размеры изображения составляют 3/5 длины и 9/10 ширины полотнища.

Законом города Москвы от 11 апреля 2012 года № 11, муниципальное образование Косино-Ухтомское было преобразовано в муниципальный округ Косино-Ухтомский.

### Обоснование символики
Три серебряных овала в голубом полотнище символизируют главную географическую достопримечательность муниципального образования — три уникальных ледниковых озера: Белое, Святое, Чёрное, на берегах которых археологи обнаружили древние стоянки и курганы.
Улиткообразное деление в виде волны символизирует значение озёр для исторического развития местности. В 1689—1691 годах в Косине пребывал юный царь Пётр I. У восточного берега Белого озера были построены верфь и пристань, плавали петровские карпусы и шнаки.